# Klebark Wielki
Klebark Wielki (niem. Groß Kleeberg) – wieś w Polsce położona w województwie warmińsko-mazurskim, w powiecie olsztyńskim, w gminie Purda.
Do 1954 roku siedziba gminy Klebark. W latach 1954–1972 wieś należała i była siedzibą władz gromady Klebark Wielki. W latach 1975–1998 miejscowość administracyjnie należała do województwa olsztyńskiego.
Wieś leży nad Jeziorem Klebarskim, na niewielkich pagórkach, otoczona starym drzewostanem i polami uprawnymi, na trasie z Olsztyna do Giław w odległości ok. 9 km od Olsztyna.

## Historia
Przed lokacją Klebarka w tym miejscu znajdowała się osada pruska. Wieś tę wzmiankowano w 1352 r. w dokumentach dotyczących założenia majątku w Klewkach. Wieś pod nazwą Cleberg lokowana była w 1357 roku przez warmińską kapitułę na prawie chełmińskim na 60 włókach (około tysiąc ha). Należało do niej Jezioro Klebarskie (271,22 ha) wówczas zwane Amelung. Zasadźcą był Prus Johannes. Zasadźca otrzymał 8 włók wolnych o czynszu, a osiedleni chłopi – 52 łany czynszowe (każdy po 1-4 włók) z 14 latami wolnizny. Wieś należała początkowo do parafii w Klewkach. Sołtys (pierwszym był zasadźca Johannes) otrzymał, oprócz ziemi wolnej od czynszu, prawo do połowu ryb w jeziorze oraz do pobierania połowy czynszu z karczmy. Później pobierał także podatki dla Kapituły i dziesięciny dla proboszcza.
Jeszcze na przełomie XIV i XV wieku większość mieszkańców stanowili Prusowie. Ludność polska z Mazowsza i ziemi chełmińskiej zaczęła się tu osiedlać na przełomie XIV i XV wieku. Na początku XVI wieku kazania w wygłaszano w języku polskim i pruskim.
Kościół zbudowano prawdopodobnie po 1400, a w 1420 przybył tu nowy proboszcz Georg Hese objął parafię po poprzedniku Jakubie Rogenschutzu.

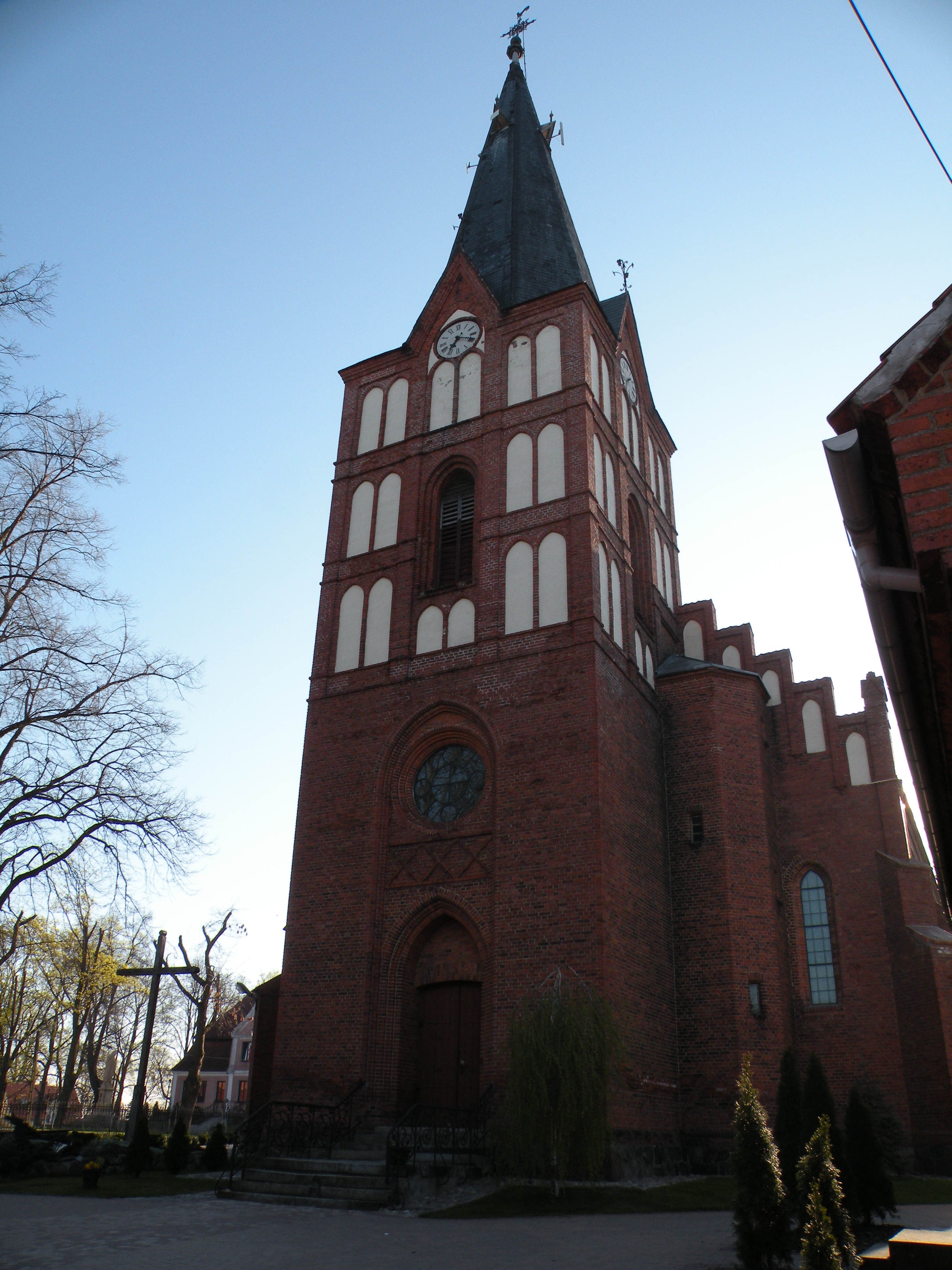
Kościół – widok od frontu

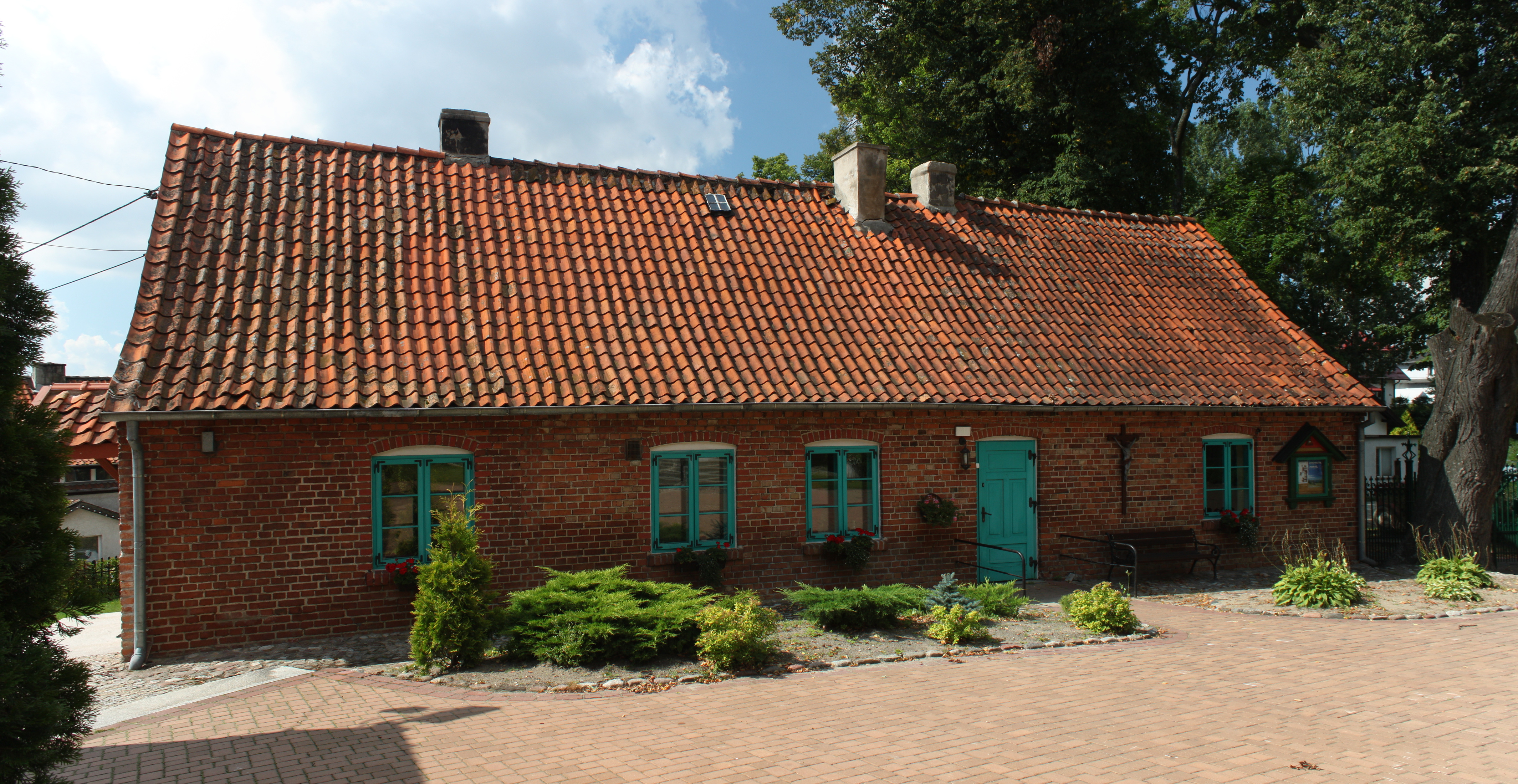
Najstarszy budynek w miejscowości z 1729 r.

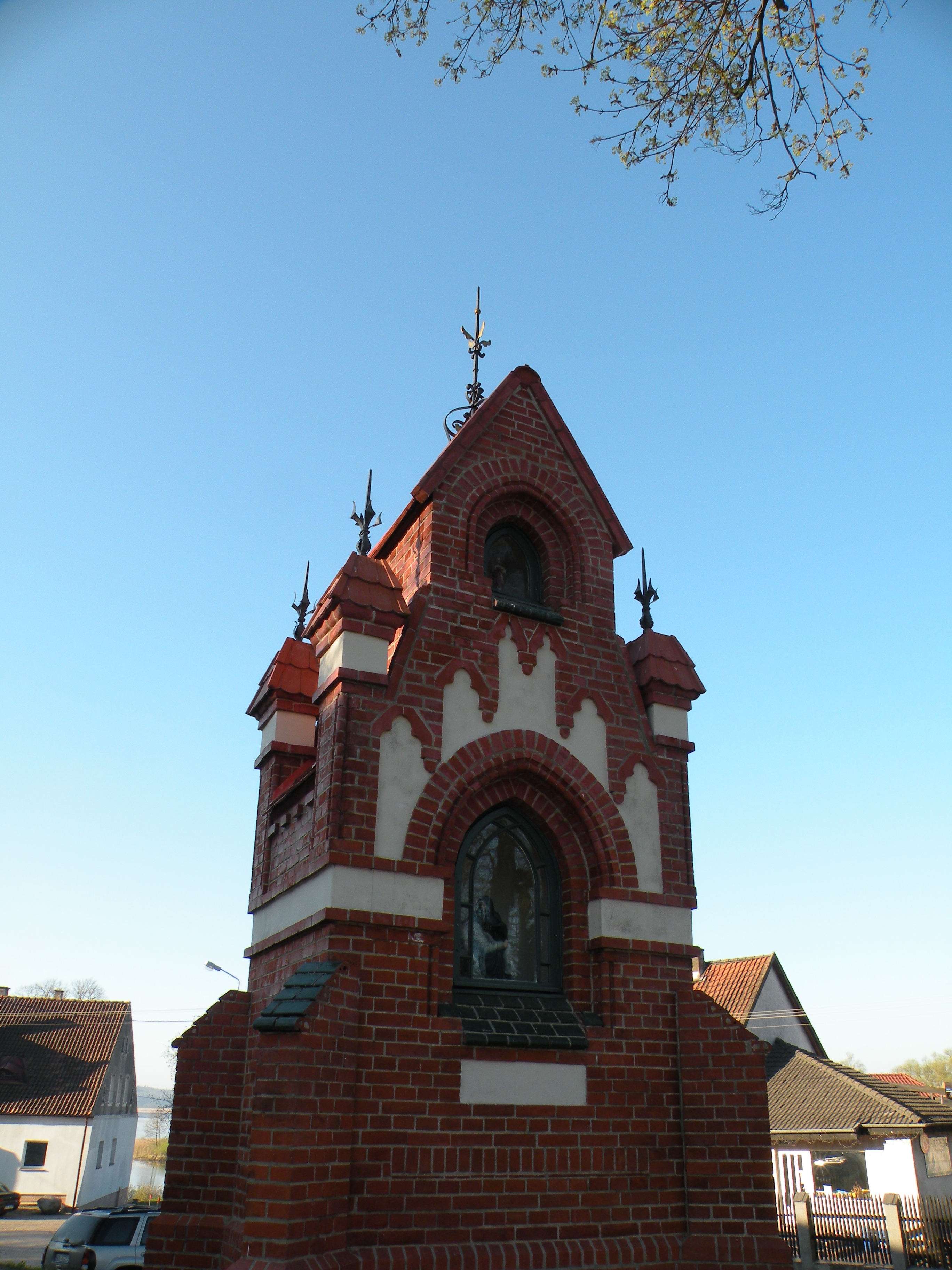
Kapliczka przed kościołem

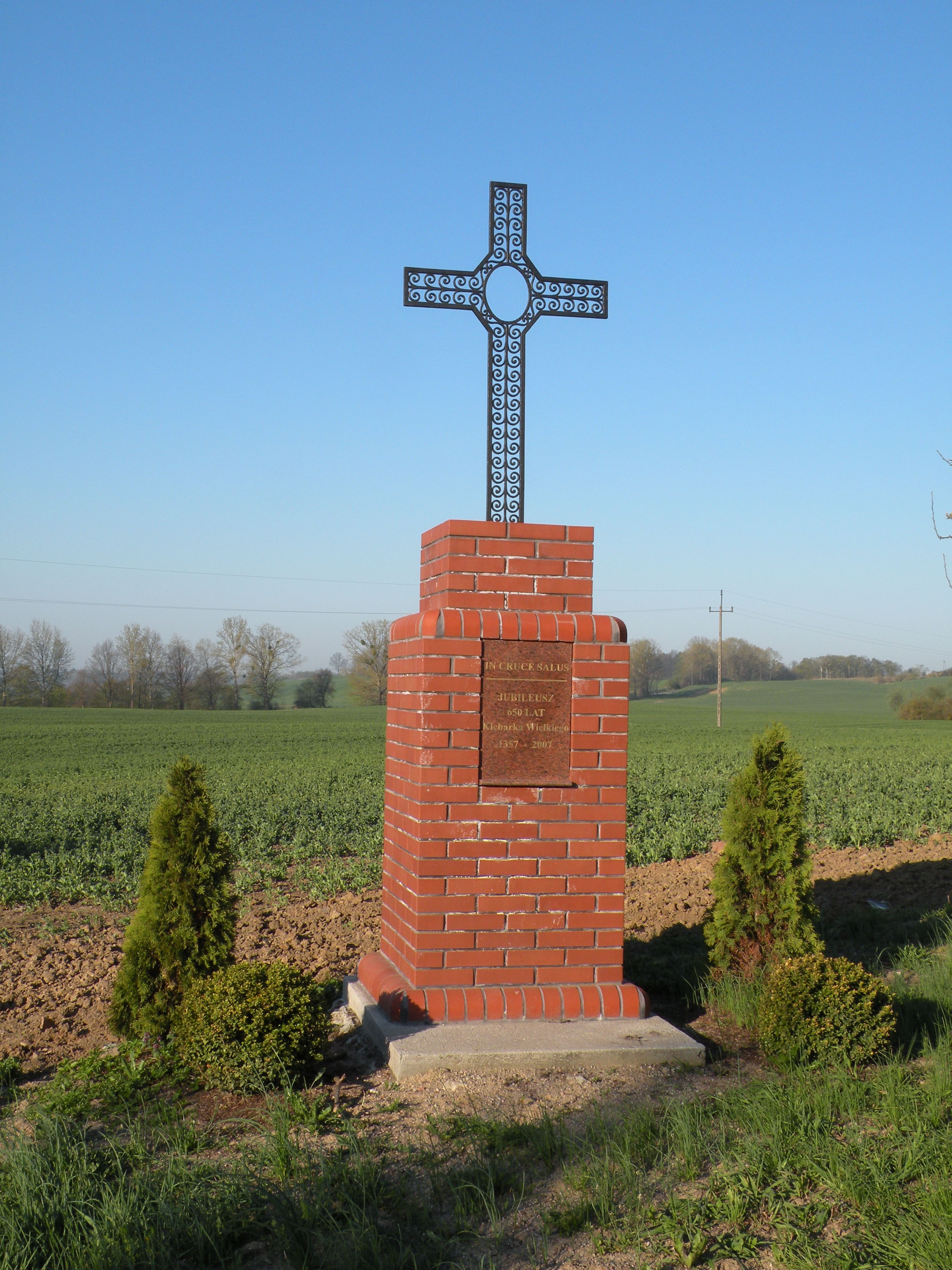
Krzyż z tablica upamiętniającą jubileusz lokacji wsi

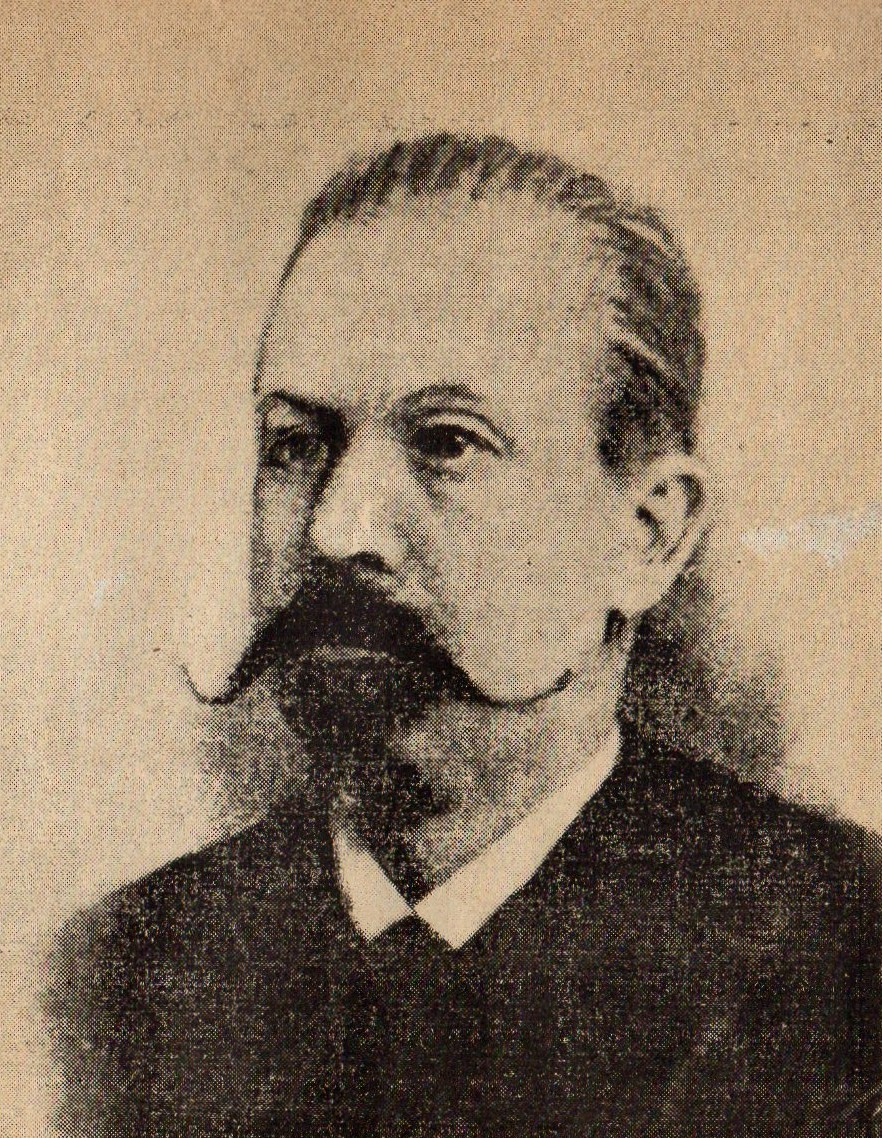
Jan Liszewski urodzony we wsi

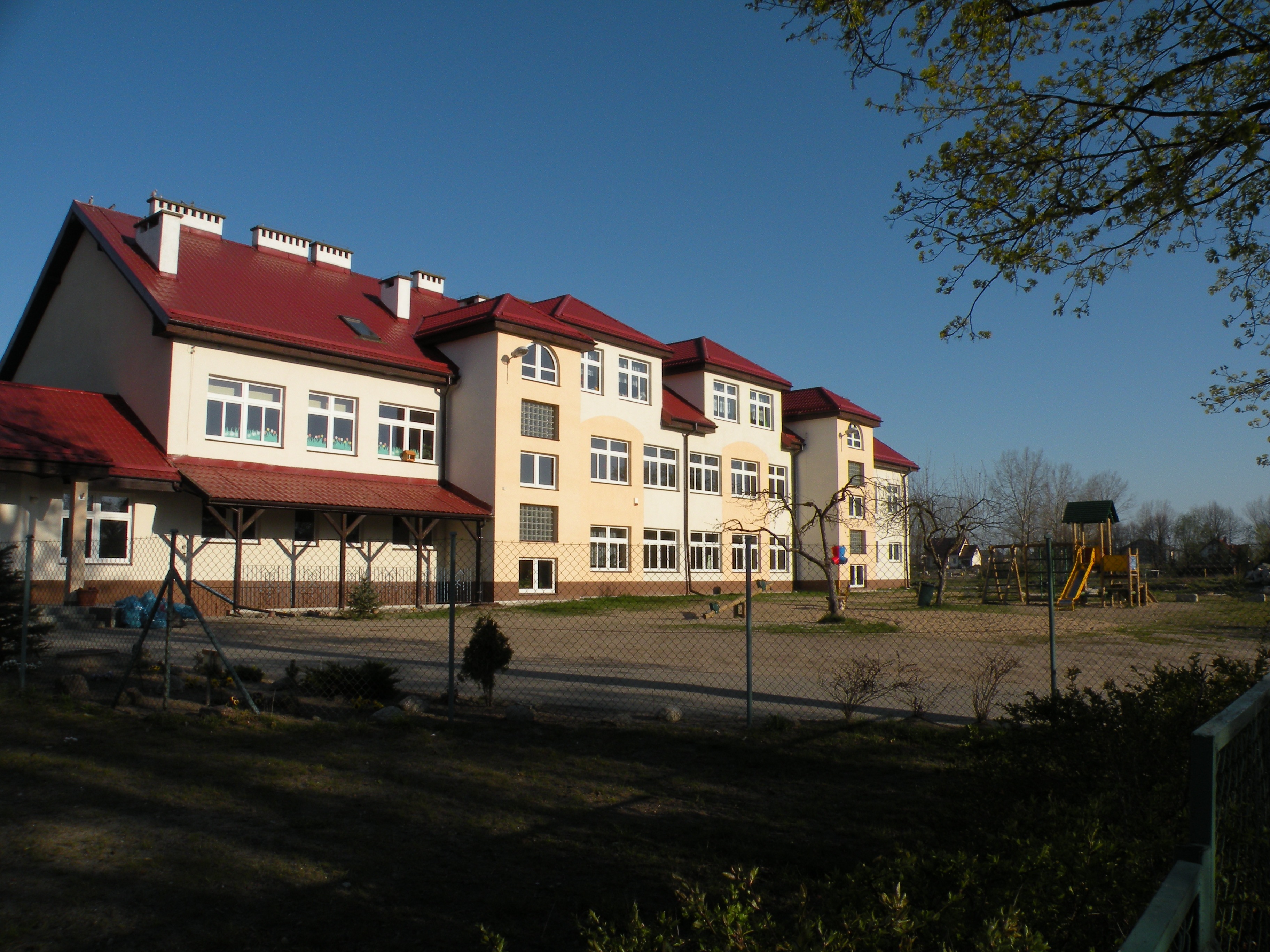
Szkoła podstawowa

W XV wieku, podczas wojny trzynastoletniej, wieś uległa całkowitemu zniszczeniu (w 1455 zniszczyli ją Krzyżacy pod wodzą Jerzego von Schlibena), ale kościół ocalał. Również w czasie wojny polsko-krzyżackiej (1519–21) wieś została zniszczona. Po zniszczeniach i wyludnieniu akcje rekolonizacyjną w 1517 i 1521 prowadził Mikołaj Kopernik (jako administrator kapituły warmińskiej, rezydujący w Olsztynie). Osadnicy pochodzili z terenów Polski. Nowe osadnictwo rozpoczęto w dwóch miejscach, wskutek czego powstały dwie wsie: Klebark Wielki (zwany też Starym – Alt Cleberg) i Klebark Mały (zwany też Nowym Klebarkiem – Neu Cleberg). Kapituła warmińska przywilejem z 4 września 1587 usankcjonowała podział na dwie części po 30 włók każda, w tym 4 sołeckie. Pierwotną, drewnianą budowlę świątyni zastąpiono murowanym budynkiem w 1580 r.
W II połowie XIX wieku Klebark Wielki był wsią kościelną i zarazem gminną. Jego zabudowa z tego okresu przetrwała do dziś.
Od 1945 roku Klebark należy do Polski.
W Klebarku Wielkim urodził się Jan Liszewski, a związani ze wsią byli: Robert Bilitewski, ks. Paweł Chmielewski, Jadwiga Hosenberg.

## Zabytki
- Kościół parafialny z 1892 (proj. Fritz Heitmann). Jest to trójnawowa halowa budowla w stylu neogotyckim z wyodrębnionym prezbiterium. Zachowały się w nim krzyżowo-żebrowe sklepienia, ława gdańska z XVII wieku, neogotycka ambona, granitowa chrzcielnica oraz organy z końca XIX wieku. W świątyni przechowywane są relikwie Krzyża Świętego. Wieża na planie prostokąta, ozdobiona blendami i wimpergami, zegar z 1895. Przy drzwiach do wieży figura anioła[4].
- neoklasycystyczna plebania z końca XVIII w.
- neogotycka kapliczka.
- Kaplica Neosakralna autorstwa artysty Krzysztofa Sokolovskiego na plebanii kościoła pw. Znalezienia Krzyża Świętego.

## Proboszczowie i wikariusze
- ks. Jakub Rogenschutz (prawdopodobnie pierwszy proboszcz)
- ks. Georg Hese (od 1420)
- ks. Marcin Czaplicki (wymieniany w 1582)
- ks. Marcin Korzeniowski (wymieniany w 1598)
- ks. Krzysztof Móller, (proboszcz w latach 1716–1729), pochodził z Olsztyna, ukończył gimnazjum jezuickie w Reszlu, ufundował w Klebarku przytułek dla 4 ubogich.
- ks. Maciej Ludwig (proboszcz wymieniany w 1773)
- ks. Juliusz Grzymała (wymieniany w 1863)
- ks. Józef Kiszporski (wikary w 1872)
- ks. Robert Bilitewski, (ur. 19 grudnia 1859 w Patrykach, zm. 29 maja 1935 w Klebarku Wielkim, doktor teologii, działacz narodowy na Warmii, w Klebarku mieszkał od 1917)
- ks. Paweł Chmielewski (1889–1945, proboszcz w latach 1915–1945)

## Mieszkańcy wsi
- Johannes (Prus) – zasadźca i pierwszy sołtys
- Bartłomiej z Pułtuska (w 1582 nauczyciel w szkole parafialnej)
- Szymon Jaworski (w 1598 nauczyciel w szkole parafialnej)

### Początek XVIII wieku
- sołtys – Józef Jackowski,
- Chłopi: Agata Batory, Jerzy Biały, Katarzyna Biały, Urszula Bieńkowska, Wawrzyniec i Franciszek Bykowscy, Piotr i Marcin Dziubkowie, Elżbieta Gburek, Mikołaj Karaś, Piotr Kiersnowski, Piotr Kolonowski, Michał Kowalski, Michał Kranich, Anna Kronczewska, Barbara Libera, Urban Loczek, Walenty Obywatel, Gertruda Osieja, Maciej Polakowski, Helena Redyk, Wawrzyniec i Franciszek Redzykowie, Dorota Stefanowska, Piotr Szafryn, Agneta Wapylówna,

### 1773
Według katastru podatkowego z 1773, sporządzonego przez urzędników pruskich po zaborze Warmii, Klebark Wielki był wsią szarwarczną na 30 łanach, z których 6 stanowiło uposażenie proboszcza Macieja Ludwiga. Karczma, którą obsługiwał Józef Doliwa, była własnością polskiej rodziny szlacheckiej Grzymałów z Tracka. We wsi był nauczyciel o nazwisku Jackowski. We wsi było dwóch kowali (nazwisko jednego z nich to Jeski) oraz krawiec o nazwisku Matrowski. Wieś w tym czasie liczyła 161 mieszkańców.

### 1935
W 1935 mieszkało we wsi 377 katolików (w całej parafii 2400), z których 27 uważało język polski za swój macierzysty, a 105 posługiwało się językiem polskim i niemieckim. Działało polskie Towarzystwo Młodzieży, 4 osoby należały do Związku Polaków w Niemczech. Nabożeństwa odprawiano tu na przemian po polsku i po niemiecku.